# Birmane (roman)
Birmane est un roman de Christophe Ono-Dit-Biot paru le 23 août 2007 aux éditions Plon et ayant reçu le Prix Interallié la même année.

## Éditions
- Éditions Plon, 2007,  (ISBN 978-2-259-20344-9).